# Талант года в Нидерландах
Талант года (нидерл. Talent van het jaar) — награда, присуждаемая нидерландскому спортсмену во время галы-спорт NOC*NSF в сотрудничестве с NOS. 

## История
В 1973 году телекомпания AVRO начала присуждать награду для молодых нидерландских спортивных талантов под названием «Tom Schreursprijs» и обеспечивала её присуждение вплоть до 1998 года включительно.
В период с 1999 по 2009 год включительно название премии было изменено и она присуждалась NOC*NSF под названием «De Junior». В 2010 году во время Lotto Sport Awards впервые была вручена награда «Young Talent Award» нидерландской лотереей. С тех пор эта награда вручается во время спортивного гала NOC*NSF.
Кандидатов выдвигают нидерландские спортивные ассоциации. Затем независимое экспертное жюри выбирает трёх номинантов из всех номинированных. Затем нидерландские спортсмены высшего класса выбирают спортивный талант года из представленной им тройки номинантов.

## Победители
| Год                      | Победитель                       | Дисциплина                       |
| AVRO's Tom Schreursprijs | AVRO's Tom Schreursprijs         | AVRO's Tom Schreursprijs         |
| ------------------------ | -------------------------------- | -------------------------------- |
| 1973                     | Харм Кёйперс                     | Конькобежный спорт               |
| 1974                     | Йос Херменс                      | Лёгкая атлетика                  |
| 1975                     | Ольга Коммандёр                  | Лёгкая атлетика                  |
| 1976                     | Марианна Херен                   | Спортивная гимнастика            |
| 1977                     | Беттине Вризекоп                 | Настольный теннис                |
| 1978                     | KNKV                             | Корфбол                          |
| 1979                     | Харри Шультинг                   | Лёгкая атлетика                  |
| 1980                     | Марианна ван дер Торре           | Теннис                           |
| 1981                     | Роберт де Вит                    | Лёгкая атлетика                  |
| 1982                     | Роб Дрюпперс                     | Лёгкая атлетика                  |
| 1983                     | Эдвин Йонгеянс и Дафне Йонгеянс  | Прыжки в воду                    |
| 1984                     | Том Кордес                       | Шоссейный велоспорт              |
| 1985                     | не присуждался                   | не присуждался                   |
| 1986                     | не присуждался                   | не присуждался                   |
| 1987                     | Йессика Гал                      | Дзюдо                            |
| 1988                     | не присуждался                   | не присуждался                   |
| 1989                     | Ричард Грунендал                 | Велокросс                        |
| 1990                     | Фалько Зандстра                  | Конькобежный спорт               |
| 1991                     | Ян Симеринк                      | Теннис                           |
| 1992                     | не присуждался                   | не присуждался                   |
| 1993                     | не присуждался                   | не присуждался                   |
| 1994                     | не присуждался                   | не присуждался                   |
| 1995                     | Наташа Бюргерс                   | Гандбол                          |
| 1996                     | не присуждался                   | не присуждался                   |
| 1997                     | не присуждался                   | не присуждался                   |
| 1998                     | не присуждался                   | не присуждался                   |
| De Junior                |                                  |                                  |
| 1999                     | Марк Тёйтерт                     | Конькобежный спорт               |
| 2000                     | Рютгер Смит                      | Лёгкая атлетика                  |
| 2001                     | Хинкелин Схрёдер                 | Плавание                         |
| 2002                     | не присуждался                   | не присуждался                   |
| 2003                     | Михаэлла Крайчек                 | Теннис                           |
| 2004                     | Кай Рёйс                         | Шоссейный велоспорт              |
| 2005                     | Томас Деккер                     | Шоссейный велоспорт              |
| 2006                     | Марианна Вос                     | Шоссейный велоспорт              |
| 2007                     | Марвин де ла Кроес               | Дзюдо                            |
| 2008                     | Раноми Кромовидьойо              | Плавание                         |
| 2009                     | Мелисса Букельман                | Лёгкая атлетика                  |
| Young Talent Award       |                                  |                                  |
| 2010                     | Дими де Йонг                     | Сноуборд                         |
| 2011                     | Дафне Схипперс                   | Лёгкая атлетика                  |
| 2012                     | Лаура Смулдерс                   | BMX                              |
| 2013                     | Матье Ван дер Пул                | Велокросс                        |
| 2014                     | Макс Ферстаппен                  | Автоспорт                        |
| 2015                     | Маррит Стенберген                | Плавание                         |
| 2016                     | Эйтора Торсдоттир                | Спортивная гимнастика            |
| 2017                     | Харри Лаврейсен                  | Шоссейный велоспорт              |
| 2018                     | Маттейс де Лигт                  | Футбол                           |
| 2019                     | Кет Олденбёвинг                  | Скейтбординг                     |
| 2020                     | отменена из-за пандемии COVID-19 | отменена из-за пандемии COVID-19 |
| 2021                     | Энцо Куворге                     | Тяжёлая атлетика                 |